# Дорогая мамочка
«Дорогая мамочка» (англ. Mommie Dearest) — американский драматический фильм-биография 1981 года, снятый режиссёром Фрэнком Перри. Является экранизацией одноимённой книги Кристины Кроуфорд, в которой она рассказывает о своей жестокой и властной приёмной матери Джоан Кроуфорд.
Главные роли исполнили Фэй Данауэй и Дайана Скаруид. Сценарий был написан Робертом Гетчеллом, Трейси Хотчнер, Фрэнком Перри и Фрэнком Яблансом. Исполнительными продюсерами стали муж Кристины Дэвид Кунц и Терри О’Нилл, тогдашний бойфренд и будущий муж Данауэй. Фильм был снят на студии «Paramount Pictures», единственной из «большой восьмерки киностудий», в фильмах которой Кроуфорд никогда не снималась.
Фильм имел коммерческий успех, собрав в мировом прокате почти 20 миллионов долларов. Несмотря на эксцентричный сценарий, броскую игру актёров, в частности Фэй Данауэй, и то, что он был разгромлен критиками, фильм стал культовым и имеет статус «непреднамеренной комедии». Он получил премию «Золотая малина» как худший фильм десятилетия (1980-е годы).

## В ролях
- Фэй Данауэй — Джоан Кроуфорд
- Дайана Скаруид — Кристина Кроуфорд
  - Мара Хобел (Мара Бойд) — маленькая Кристина Кроуфорд
- Стив Форрест — Грег Савитт
- Говард да Сильва — Луис Б. Майер
- Рутанья Альда — Кэрол Энн
- Гарри Гоз — Альфред Стил
- Майкл Эдвардс — Тед Гилберт
- Джослин Брандо — Барбара Беннетт
- Присцилла Пойнтер — Маргарет Ли Чедвик
- Ксандер Беркли — Кристофер Кроуфорд
  - Джереми Скотт Рейнболт — юный Кристофер Кроуфорд
- Белита Морено — Белинда Розенберг
- Алиса Нанн — Хельга